# Der Schadow-Kreis
Der Schadow-Kreis, auch Die Familie Bendemann und ihre Freunde, ist der Titel eines Gruppenporträts, das die Maler Eduard Bendemann, Theodor Hildebrandt, Julius Hübner, Wilhelm Schadow und Karl Ferdinand Sohn in den Jahren 1830/1831 gemeinsam schufen. Als Dokument eines eng verbundenen Familien- und Künstlerkreises der Romantik, aus dem die Düsseldorfer Malerschule hervorging, hat es hohe kunstgeschichtliche Bedeutung.

## Beschreibung, Bedeutung
Das Bildnis zeigt eine Gruppe vom sieben Männern, zwei Frauen und einem Kleinkind in einem bürgerlichen Wohnungsinterieur aus der ersten Hälfte des 19. Jahrhunderts. Bei den Porträtierten handelt es sich im Zentrum um Mitglieder der Familie des Bankiers Anton Heinrich Bendemann (1777–1866). Dieser hatte bis zur Annahme des Berliner Bürgerrechts im Jahr 1809 den Namen Aaron Hirsch Bendix getragen, gehörte dem Milieu assimilierter Berliner Juden an und war mit seiner Familie zum Protestantismus konvertiert.
Als Mittfünfziger stützt er sich in einem braunen Hausmantel mit Ellbogen auf seinen häuslichen Tisch und nimmt seine Enkelin Emma (1830–1844) liebevoll in den Blick. Mit biedermeierlichem Kopfputz wendet sich auch die neben ihm sitzende matronenhafte Gattin Fanny Eleonore, geborene von Halle (1778–1857), dem Kleinkind zu. Es hält einen Glöckchenklapper in seiner Hand und das führt Spielzeug seinem Großvater in kindlichem Ernst vor. Die Mutter des kleinen Mädchens, Pauline Hübner, hält schützend ihren Arm hinter Emmas Rücken. Die Trias der weiblichen Personen bildet durch zentrale Bildposition und Darstellung körperlicher Nähe gleichsam die von den umstehenden Männern zu beschützende Urzelle einer „Heiligen Familie“.
Lässig sich auf eine Stuhllehne abstützend, blickt Paulines Ehemann, der Maler Julius Hübner, den Bildbetrachter an. Hinter dessen Schwiegereltern, den Arm auf die Schulter des Vaters gelegt, schaut auf der gegenüberliegenden Seite der Maler Eduard Bendemann sichtbar emotional berührt auf seine Nichte Emma. Interessiert beobachtet diese Rührung der rechts neben Eduard stehende Maler Theodor Hildebrandt, der sich zwecks besserer Wahrnehmung eigens ein wenig hinunter neigt. Emil Bendemann (1807–1882), der ältere Bruder Eduards, steht hinter seiner Schwester Pauline und wendet sich dem am rechten Bildrand stehenden Wilhelm Schadows zu. Dieser sollte 1838 durch die Ehe seiner Halbschwester Lida Schadow mit Eduard ein Schwager der drei Geschwister werden. Zum Zeitpunkt der Entstehung des Bildes war Schadow als Lehrer und Mentor seiner im Bild vertretenen vier Malerschüler ein Freund und Hausgast der Bendemanns. Am linken Bildrand steht Karl Ferdinand Sohn, ebenfalls ein Schüler Schadows.
Über der Familien- und Freundesszene hängt auf einer olivfarbenen, mit Ornamenten verzierten Seidentapete in einem Goldrahmen eine Vedute und zeigt eine abendliche Ansicht des Petersdoms und der Engelsburg in Rom. Das Bild im Bild verweist auf den Aufenthalt aller Personen in der Ewigen Stadt in den Jahren 1829/1830–1831. Die „Casa Bendemann-Hübner“ in der Via del Babuino nahe der Piazza del Popolo war in dieser Zeit ihr Haus, in der sie Besucher aus den Kreisen der Deutschrömer und der Nazarener empfingen, als häufigen Gast ab November 1830 insbesondere den Komponisten Felix Mendelssohn Bartholdy. Das Gruppenbild der Bendemanns und ihrer Freunde fungiert daher auch als ein Erinnerungsbild an jene Zeit.

## Entstehung, Rezeption
Zu dem Gemälde, das in der Tradition der Freundschaftsbildnisse der Romantik steht, legte Julius Hübner 1830 bei einem Aufenthalt in Rom Vorstudien an und bestimmte darin die Anordnung der Personen. Als Initiator der Komposition gab er sich in dem Bild eine Sonderstellung dadurch, dass er als einziger den Bildbetrachter anblickt und so sich ihm in manieristischer Übung als Hauptmaler präsentiert. Die Vorstudien – eine Kompositionsstudie in Bleistift und grauer Kreide auf braunem Karton (aufgezogen auf einem Unterlagebogen im Format 130 × 187 cm, Ermitage Sankt Petersburg) sowie eine Farbskizze in Öl auf Papier (auf Leinwand aufgezogen, 16,7 × 21,7 cm, Staatsgalerie Stuttgart) – lassen auf der linken Bildseite noch eine Türlaibung erkennen, die in dem späteren Gemälde weggelassen wurde. Außerdem zeigen sie an der Wand eine maritime Landschaft, die später durch die Rom-Vedute ersetzt wurde. Gemäß Schadows Lehre war im Werkprozess der Komposition die Entwicklung von Kopfstudien vorgeschaltet. Erhalten ist eine solche von Karl Ferdinand Sohn, die das Bildnis Eduard Bendemanns vorstellt (um 1830, Öl auf Leinwand, 45,8 × 40 cm, Kaiser-Wilhelm-Museum, Krefeld), ferner ein Dreiviertelprofil Schadows, das Eduard Bendemann schuf (um/nach 1830, Öl auf Leinwand, 31 × 26,5 cm, Museum Kunstpalast).

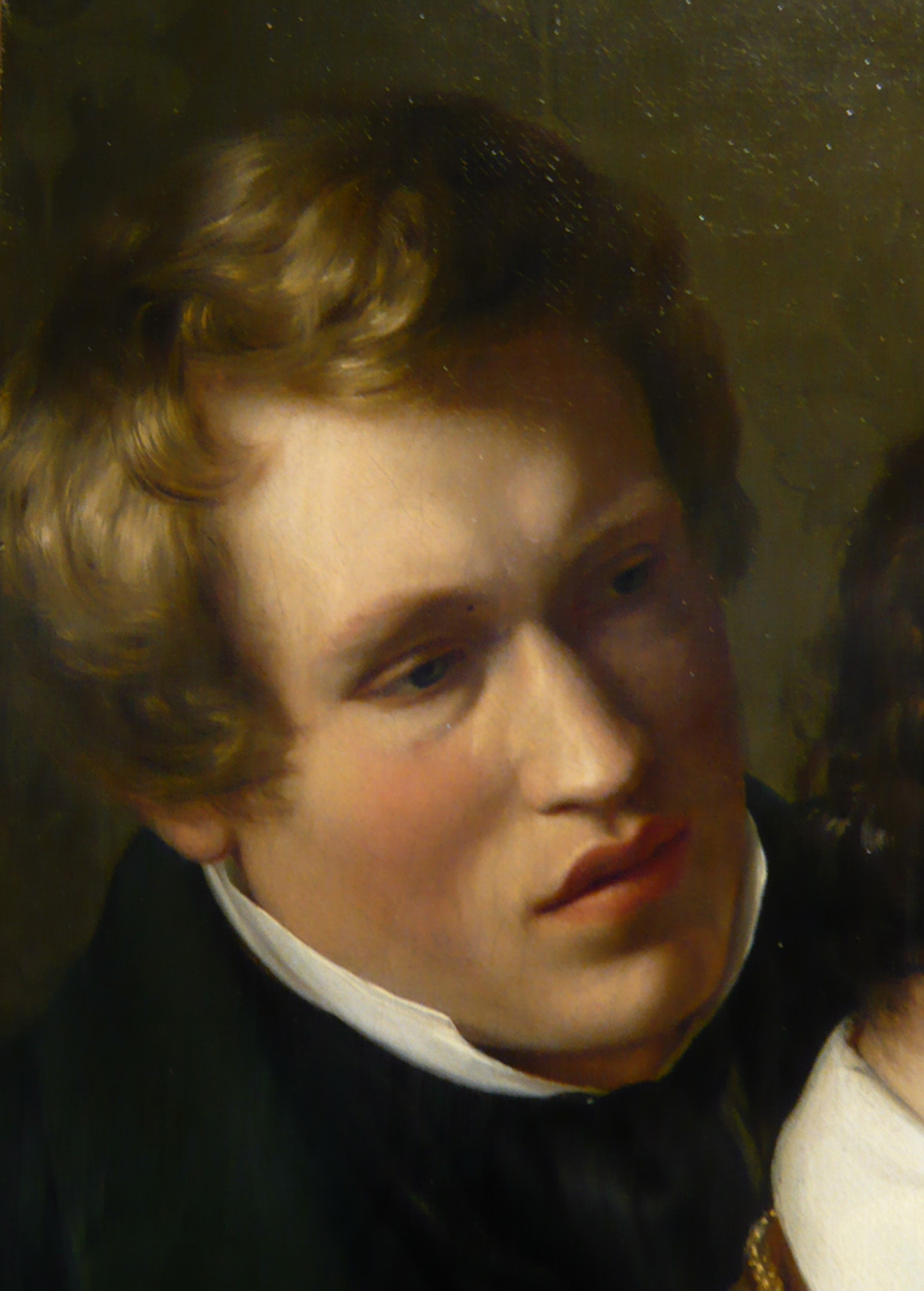
Theodor Hildebrandt: Karl Ferdinand Sohn (Bildausschnitt)

Aus dem Tagebuch von Theodor Hildebrandt geht hervor, dass bereits am 27. Dezember 1830 mit dem Gemälde begonnen wurde. Im Sinne genossenschaftlicher Arbeit, die das besondere Kennzeichen der Düsseldorfer Malerschule war, beteiligte Hübner seine Kollegen an der Vorbereitung und Ausführung der Komposition. Hildebrandt malte seinen Malerfreund Karl Ferdinand Sohn und Vater Bendemann. Sohn malte Hildebrandt, Schadow und Eduard Bendemann. Eduard malte seine Mutter und seinen Bruder Emil, Hübner seine Ehefrau Pauline und Tochter Emma. Hübner selbst wurde von Schadow gemalt. Erst nach Rückkehr aus Rom soll das Gemälde vollendet worden sein, im Sommer 1831 in Düsseldorf. Die linke Hand Emil Bendemann blieb unvollendet. Zwar ist sie in Lasur angelegt, feinmalerisch aber nicht fertiggestellt.
Der Berliner Kunstsammler Atanazy Raczyński bemühte sich wenig später um die Erlaubnis, eine Reproduktion des Gemäldes fertigen lassen zu dürfen. Da die Erlaubnis versagt wurde, war er gezwungen, eine Bildbeschreibung in seinem 1836 erschienenen Werk über Düsseldorf und das Rheinland etwas ausführlicher zu fassen:

„Da ich nun die Abbildung davon nicht geben kann, so will ich wenigstens das Dasein dieses Gemäldes anzeigen, damit alle diejenigen, welche an der Wiedergeburt der Kunst in Deutschland Theil nehmen und nach Berlin kommen, nicht versäumen, es zu sehen, wenn sie die Erlaubnis dazu bekommen können. Herr Bendemann, der Vater, ist darauf im Kreise der Seinigen dargestellt, und hat namentlich seinen Sohn Eduard und seinen Schwiegersohn Hübner neben sich. Auch erkennt man darauf Sohn und Hildebrandt, welche zwar nicht zur Bendemannschen Familie gehören, aber durch nicht minder starke Bande, mit Eduard Bendemann verknüpft sind, durch die Bande der Freundschaft und der Kunst. Schadow, dessen Bildnis an der einen Ecke des Gemäldes hervortritt, scheint als ein Schutzgeist bei dieser Versammlung gegenwärtig. Alle genannte[n] Künstler haben an diesem Gemälde gearbeitet, und dennoch möchte man es für das Werk eines einzelnen halten, so sehr bildet es ein harmonisches Ganzes. […]“

Raczyński literarische Beschreibung des lange nur privat zu besichtigenden Bildes trug unabsichtlich dazu bei, dass das Bild unter dem Titel Der Schadow-Kreis rezipiert wurde. Erst später kam die eigentlich treffendere Bezeichnung Die Familie Bendemann und ihre Freunde auf. In seinem Buch und durch exemplarische Erläuterung des Bildes war es Raczyńskis Anliegen gewesen, die Düsseldorfer Malerschule, die er 1834 vor Ort in Augenschein genommen hatte und der er wohlwollend zugewandt war, als eng verwobene künstlerische Gemeinschaft unter „väterlicher Leitung“ Schadows hervorzuheben. Damit erhellte er einen signifikanten Unterschied zur Interaktion der Künstler an der Münchner Kunstakademie.

## Provenienz
Das Gemälde blieb zunächst im Familienbesitz von Anton Heinrich Bendemann und Julius Hübner und gelangte aus der Sammlung von dessen Tochter Fanny Hübner (1835–1875) in den Privatbesitz Dritter. 1950 wurde es von dem Kaiser-Wilhelm-Museum, Krefeld, aus dem Kölner Kunsthandel erworben und später dem Museum Kunstpalast in Düsseldorf für die ständige Ausstellung der Düsseldorfer Malerschule als Dauerleihgabe überlassen.